# رافايلا ريغي
رافايلا ريغي (بالإيطالية: Raffaella Reggi)‏ مواليد 27 نوفمبر 1965 في فاينزا، إيطاليا، هي لاعبة كرة مضرب إيطالية بدأت مسيرتها كمحترفة سنة 1983 تلعب باليد اليمنى. هي إحدى بطلات الجراند سلام. أعلى تصنيف لها في الفردي كان المركز الـ 13 في سنة 1988. شاركت في دورة الألعاب الأولمبية الصيفية.

## بطولات حققتها
- بطولة أمريكا المفتوحة للتنس

## النهائيات

### نهائيات البطولات الكبرى

#### الزوجي المختلط: 1 (الألقاب 1, الوصافة 0)
| الحصيلة | السنة | البطولة                     | الأرضية | الشريك       | المنافس                         | النتيجة  |
| ------- | ----- | --------------------------- | ------- | ------------ | ------------------------------- | -------- |
| الفوز   | 1986  | بطولة أمريكا المفتوحة للتنس | صلبة    | سيرخيو كاسال | مارتينا نافراتيلوفا بيتر فليمنغ | 6–4, 6–4 |

## الخط الزمني للفردي
مفتاح
| ف | ن | ن.ن | ر.ن | د# | د.م | ل | أ.أ | ت | غ | ب | ف | ذ | م.خ | ل.ت |

(ف) فاز بالبطولة (ن) وصل النهائي (ن.ن) نصف النهائي (ر.ن) ربع النهائي (د#) الأدوار الأربعة الأولى (د.م) دور المجموعات (ل) شارك في كأس ديفيز (أ.أ) خرج من الأدوار الاولى (ت) خسر التصفيات التأهيلية (غ) غاب عن الحدث أو البطولة (ب) حصل على ميدالية برونزية (ف) حصل على ميدالية فضية (ذ) حصل على ميدالية ذهبية (م.خ) بطولة الماسترز خُفضت إلى مرتبة أقل (ل.ت) البطولة لم تعقد في السنة المعينة.
لتجنب الارتباك وازدواجية الحساب، يتم تحديث هذه المعلومات إما في نهاية البطولة، أو عندما تكون مشاركة اللاعب في البطولة قد انتهت.
| الدورة            | 1982  | 1983  | 1984  | 1985  | 1986  | 1987  | 1988  | 1989  | 1990  | 1991  | 1992  | إجمالي ف/م |
| ----------------- | ----- | ----- | ----- | ----- | ----- | ----- | ----- | ----- | ----- | ----- | ----- | ---------- |
| أستراليا المفتوحة | غ     | د1    | غ     | غ     | ل.ت   | غ     | غ     | د4    | د4    | د1    | غ     | 0 / 4      |
| فرنسا المفتوحة    | غ     | د1    | د3    | د4    | د2    | ر.ن   | د2    | د2    | د2    | غ     | د1    | 0 / 9      |
| بطولة ويمبلدون    | غ     | د2    | د1    | غ     | د4    | د4    | غ     | د3    | د1    | غ     | غ     | 0 / 6      |
| أمريكا المفتوحة   | غ     | د2    | د2    | د2    | د4    | د3    | د2    | د1    | د3    | غ     | غ     | 0 / 8      |
| م.ف               | 0 / 0 | 0 / 4 | 0 / 3 | 0 / 2 | 0 / 3 | 0 / 3 | 0 / 2 | 0 / 4 | 0 / 4 | 0 / 1 | 0 / 1 | 0 / 27     |
| تصنيف نهاية العام | 127   | 45    | 62    | 42    | 22    | 17    | 23    | 21    | 23    | 75    | 56    |            |

- إجمالي ف / م = إجمالي الفوز والمشاركة

## روابط خارجية
- رافايلا ريغي على موقع رابطة محترفات التنس (الإنجليزية)
- رافايلا ريغي على موقع الاتحاد الدولي لكرة المضرب (الإنجليزية)
- رافايلا ريغي على موقع كأس بيلي جين كينغ (الإنجليزية)
- رافايلا ريغي على موقع خلاصة التنس.كوم (الإنجليزية)
- رافايلا ريغي على موقع اللجنة الأولمبية الدولية (الإنجليزية)
- رافايلا ريغي على موقع أوليمبيديا (الإنجليزية)